# Richard Weinberger
Richard Weinberger (Moose Jaw, 7 giugno 1990) è un nuotatore canadese, specializzato nel nuoto di fondo.

## Carriera
Ai Giochi Olimpici di Londra 2012 vinse la medaglia di bronzo nella maratona 10km in acque libere.

## Palmarès
- Giochi olimpici estivi

Londra 2012: bronzo nei 10km.
- Giochi PanPacifici

Irvine 2010: bronzo nei 10km.
- Giochi Panamericani

Guadalajara 2011: oro nei 10km.